# Portugais bleu
Le  portugais bleu  est un cépage de cuve de raisins noirs.

## Origine et répartition géographique

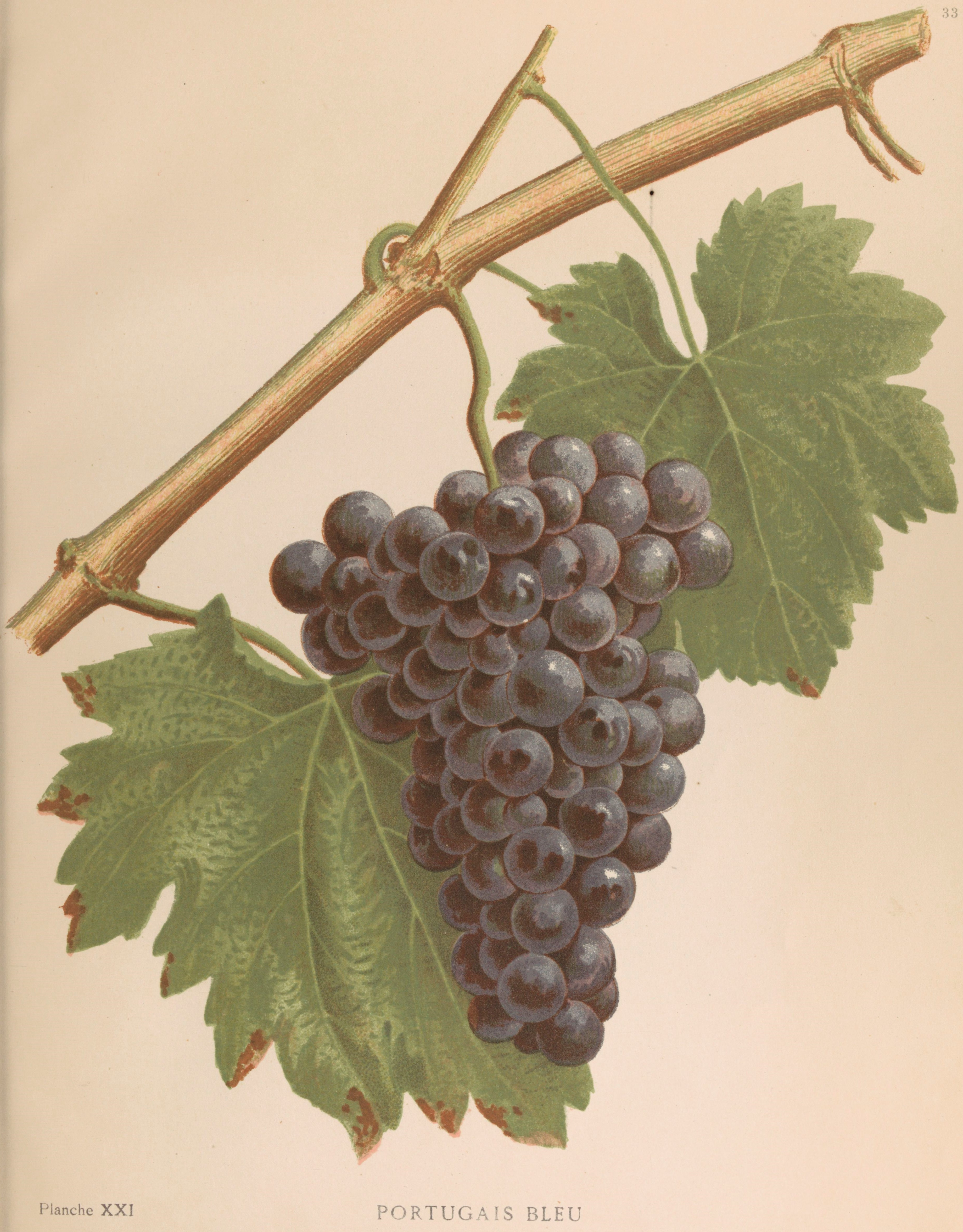
Grappe de Portugais bleu.

Selon Franz Xaver Trummer (1855: „Nachtrag zur systematischen Classification und Beschreibung der im Herzogthum Steiermark vorkommenden Rebsorten“), le portugais bleu viendrait du nord du Portugal. Il aurait été introduit en 1772 par le comte Johann von Fries sur son domaine viticole à Bad Vöslau, en Autriche. Après 1840, Johann Philipp Bronner a introduit le cépage en Allemagne.
Le cépage est autorisé dans de nombreux Länder en Allemagne (4 818 ha en 2005). Les vignes sont réparties essentiellement entre le Palatinat et Hesse rhénane. Il est également autorisé en Autriche (2 360 ha en 1999). Les plantations se concentrent au sud de Vienne et en Styrie.
On le rencontre en Hongrie (3 800 ha), en Tchéquie (800 ha), en Slovaquie, en Roumanie (2 000 ha) en Italie (80 ha dans la province de Bolzano) et au Portugal.
En France, les vignes sont plantées essentiellement dans le département Tarn près du Vignoble de Gaillac. La culture est en régression passant de 1 152 ha en 1979 à 243 ha en 1999.

## Caractères ampélographiques

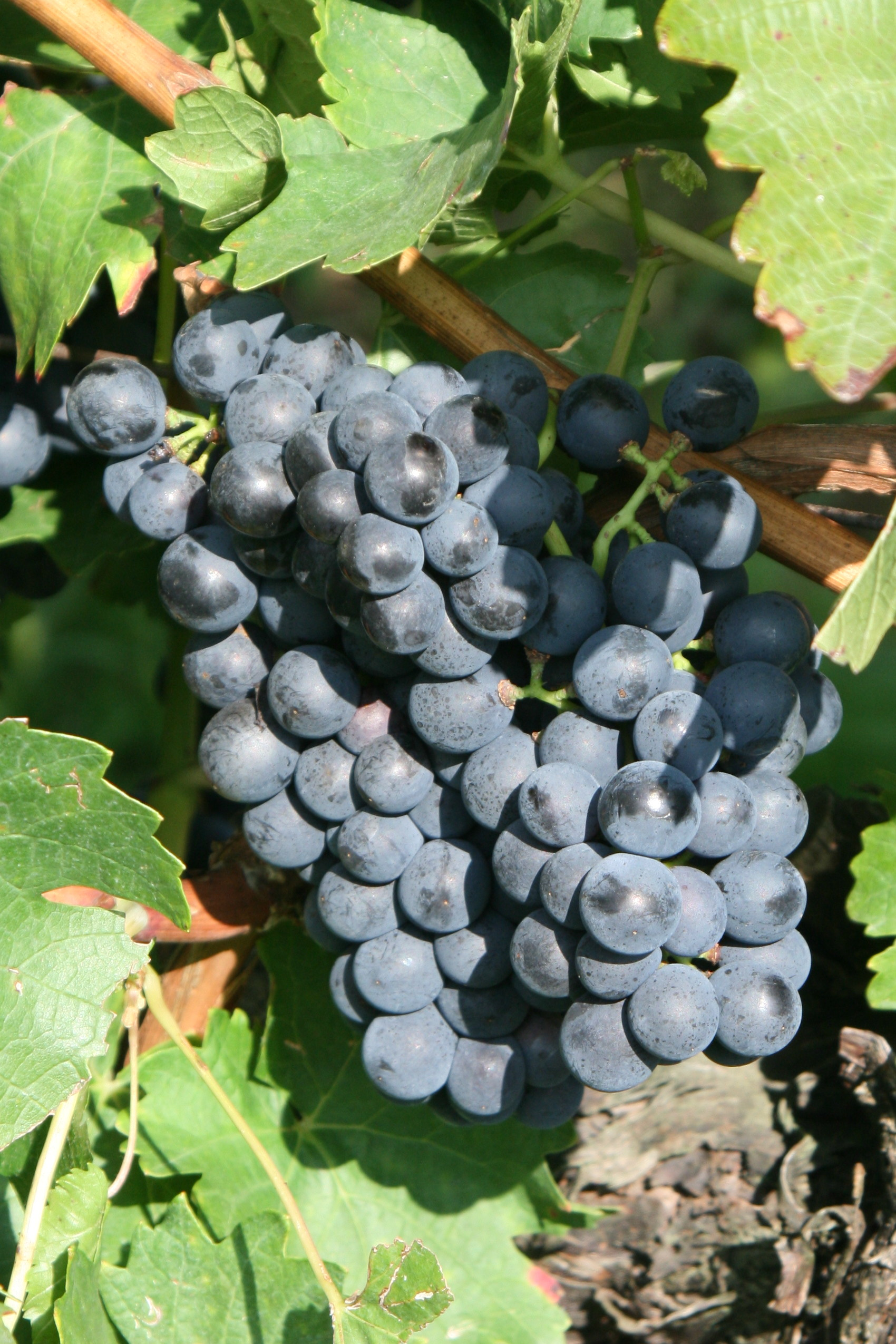
Grappe de portugais bleu N.

- Extrémité du jeune rameau aranéeux, blanc.
- Jeunes feuilles aranéeux, vertes ou légèrement bronzées.
- Feuilles adultes, 3 à 5 lobes avec des sinus latéraux étroits, un sinus pétiolaire en lyre, des dents ogivales, assez larges, un limbe glabre.

## Aptitudes culturales
La maturité est de première époque hâtive: 5 - 8 jours avant le chasselas.

## Potentiel technologique
Les grappes sont moyennes et les baies sont de taille grande. La grappe est cylindrique, ailée et compacte. Le cépage est très fertile mais il craint les gelées printanières due à son débourrement précoce et le vent. Il est sensible au mildiou, à l'oïdium et à la pourriture grise.
Il donne un vin léger mais bien coloré. Le vin peu astringent peut être bu rapidement et il sert souvent de vin de table ordinaire mais agréable (en allemand : Schoppenwein). Étant teinturier (en couleur, 1,8 fois le cinsaut), il rehausse la couleur des vins pâles.

## Synonymes
Le portugais bleu est aussi connu sous le nom de : 
- autrichien
- badener
- blaue feslauertraube
- blauer portugieser
- bonnette
- feslauer
- früher blauer portugieser
- kék oporto (hongrie)
- kék portugiezi
- mavrona rana
- modrý Portugal (Tchéquie)
- modra Portugalka (Slovenie)
- oporto (Roumanie)
- oportorebe
- portgieser
- portoghese
- portohese nero
- portugaljka (Croatie)
- portugiz
- portugizac Crni
- portugieser
- portuguêz azul (au Portugal)
- rana modra
- rana modra kraljevina
- vöslauer